# Everwinus Wassenbergh
Everwinus (Everwijn) Wassenbergh (Lekkum, 25 september 1742 - Franeker, 3 december 1826) was een Nederlandse classicus en neerlandicus. Na een kort professoraat in de klassieke talen aan het Athenaeum in Deventer was hij vanaf 1771 hoogleraar Grieks aan de Universiteit van Franeker, waar hij vanaf 1797 ook Nederlands doceerde. Daarmee werd hij de eerste hoogleraar Nederlands ooit.

## Levensloop
Wassenbergh werd geboren als zoon van ds. Abraham Wassenbergh (predikant te Lekkum en Miedum) en Clarissa Maria Langenhert. Naast zijn ouders heeft ook zijn rector van de Latijnse school in Leeuwarden, Henricus Johannes Arntzenius, een belangrijke invloed op zijn voorliefde voor de Griekse en Latijnse letterkunde gehad. 

### Opleiding te Franeker en Leiden
In 1761 studeerde hij in Franeker bij de geleerden Schrader en Valckenaer en in 1767 volgde hij laatstgenoemde professor naar Leiden teneinde daar zijn studie te vervolgen. Vanuit zijn Leidse tijd stamt het contact met de jurist en classicus Laurens van Santen (1746-1798), de latere curator die de benoeming van Siegenbeek heeft bewerkstelligd.
Een andere jeugdvriend is de Amsterdamse classicus en Neolatijnse dichter Jeronimo de Bosch (1740-1811). De Bosch werd in 1798 curator van de Leidse universiteit en zorgde er in 1799 voor dat Siegenbeek werd bevorderd tot gewoon hoogleraar.

### Hoogleraarschap te Deventer
Wassenberghs contacten met Leiden dateren dus uit de tweede helft van 1760, toen hij een aantal maanden in Leiden studeerde voordat hij tot hoogleraar aan het Athenaeum in Deventer werd benoemd in 1768. Hij bleef in Deventer tot 1771.

### Hoogleraarschap te Franeker
Van 1771 tot zijn overlijden in 1826 was hij verbonden aan de Franeker universiteit, alwaar hij enkele jaren rector-magnificus was, en vanaf 1797 ook Nederlands doceerde. Onder zijn studenten bevonden zich onder meer Bosscha, Van Ommeren en Camper.
De taalkundige werken die Wassenbergh schreef, betroffen niet alleen de talen waarin hij vaak schreef (het Latijn en Nederduitsch), of de talen waarin en/of waarover hij college gaf, namelijk het Grieks en later ook Nederduitsch, maar zeker ook het Fries. Hij staat dan ook bekend als de man van de 'Wassenberghse Renaissance'. In 1774 kwam de Verhandeling over de eigennamen der Friesen: met ses bijlagen daar toe betrekkelijk en eene toelage van friesche spreekwoorden uit. Er is een handschrift van Wassenbergh overgeleverd met de titel Bijdrage tot een Idioticon Frisicum, of verzameling van woorden en spreekwijzen, den Friezen in het bijzonder eigen (ca. 1780). Veel van zijn taalkundige werken stammen uit de tijd dat hij aan de Franeker
universiteit doceerde.

### Leeropdracht voor Nederlands

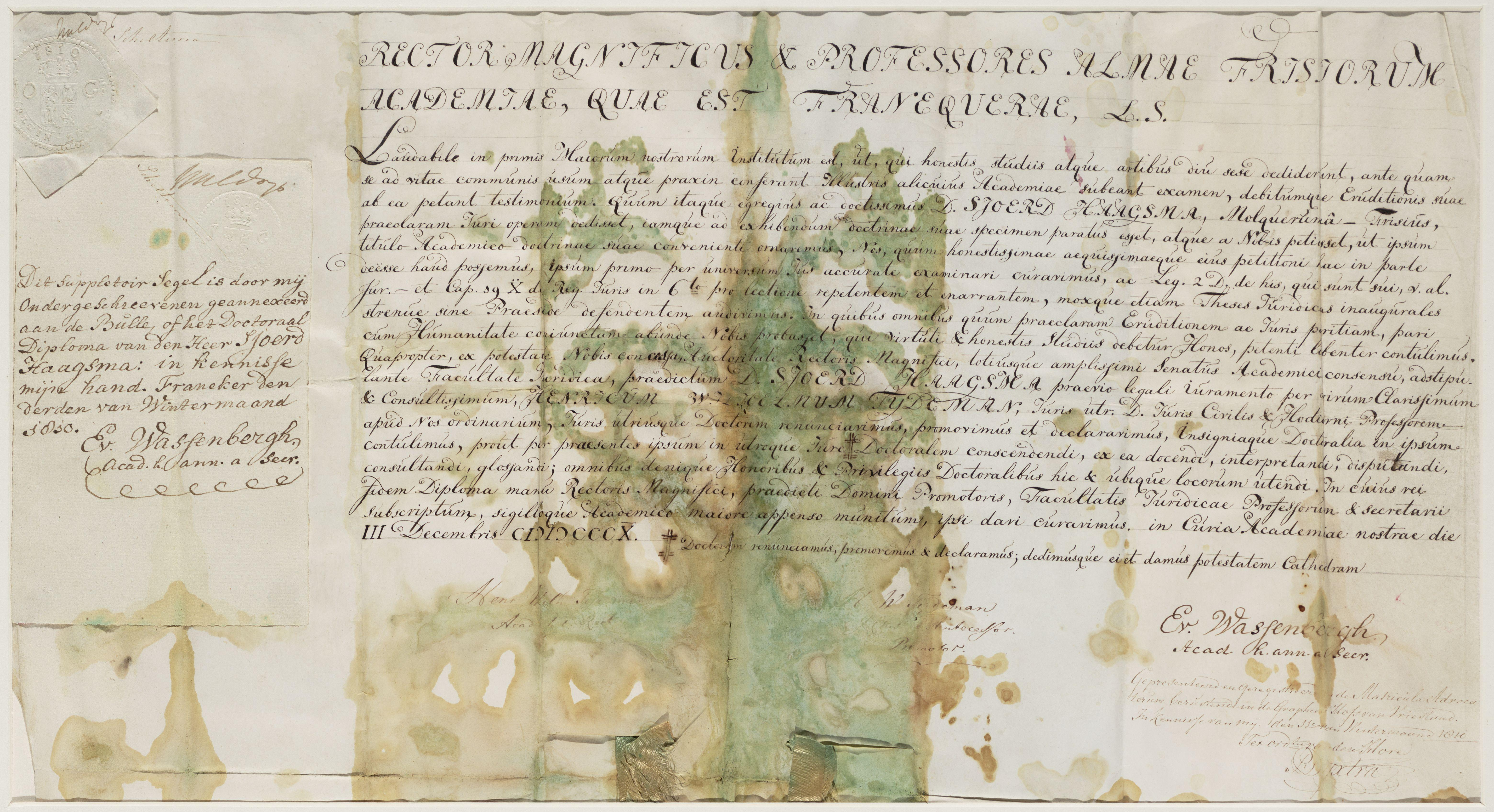
Franeker promotiebul (1810), ondertekend door Wassenbergh

Wassenbergh richtte zich op 27 februari 1790 tot curatoren van de Franeker universiteit, met het verzoek om een college in de Nederlandse taal- en letterkunde te geven. Hij vond namelijk dat de ‘beschaafde kennis onser moederspraake’ onder de studenten te wensen overliet. De curatoren reageerden positief op dit verzoek en vonden het een goed idee om de jonge studenten kennis te laten nemen van hun eigen moedertaal.
Tijdens de Bataafse Republiek had de Nederlandse taal een belangrijke plaats gekregen aan de Friese universiteit. Maar pas in 1797, met het decreet ‘tot herstel der Academie’ van 9 juni, werd de leeropdracht van Wassenbergh uitgebreid met Nederlandse taalkunde. Hij was daarmee de eerste hoogleraar die officieel Nederlands doceerde.  Er zijn een heel aantal colleges en dictaten van Wassenbergh in deze functie overgeleverd.

### Privéleven
Op 25 oktober 1772 huwde de Franeker hoogleraar met de Amsterdamse Maria Ratelband.
Op 30 juli 1774 werd hun zoon Hieronymus geboren (de latere rector Latijnse school Lochem, Franeker) en op 13 augustus 1785 hun dochter Clarissa Maria.
De geleerde overleed in 1826 te Franeker, nadat zijn vrouw Maria, in 1809, zijn schoondochter Anna Henrica Wilhelmina Viëtor en zijn zoon Hieronymus, en zijn dochter eerder reeds waren heengegaan.
De professor en zijn vrouw, zijn dochter en andere familie zijn in Lekkum op het kerkhof begraven, naast zijn vader, ds. Abraham Wassenbergh en naast de pastorie "De Weeme", hun oude huis.

### Betekenis
Wassenbergh is meer dan veertig jaar lid geweest van de Maatschappij der Nederlandse Letterkunde. De taalgeleerde is door zijn colleges, oraties en geschriften van grote betekenis geweest voor het Nederlands en voor de continuering van de hernieuwde belangstelling voor het Grieks (hij volgde hierin de Franeker classici L. Bos en T. Hemsterhuis). Hij behoorde tot de Schola Hemsterhusiana, de groep classici die naar vernieuwingen in de studie van Griekse taal en cultuur heeft gestreefd. De Franeker geleerde wordt geroemd vanwege zijn interesse voor de Friese taal en cultuur.

### Beschermer van de Friese Taal en Cultuur
Prof. Everwinus Wassenbergh wordt gezien als beschermer van de Friese taal en cultuur. Reeds in 1790 zou hij als zodanig met de plannen zijn gekomen die hebben geleid tot de oprichting van het latere Prov. Fries Genootschap (in 1827). De taalgeleerde heeft veel bijgedragen tot een grotere waardering voor het Fries door aan deze taal diverse bijdragen, oraties en publicaties te wijden en ook door zijn studies met betrekking tot de grote Friese dichter Gysbert Japiks (1606-1666).

## Werken

### Dictaten
De dictaten die van Wassenbergh zijn overgeleverd, hebben betrekking op letterkunde, taalkunde en taalbeheersing welke op de universiteit afwisselend werden behandeld in de periode 1797-1826. Voor letterkunde behandelde Wassenbergh onder andere Nederlandse dichtstukken, waaraan hij dicht- en taalkundige aanmerkingen toevoegde.
De taalkunde werd behandeld aan de hand van de in die tijd moderne Beknopte Nederduitsche Spraakkunst (1793) van de Groningse predikant-grammaticus Lambertus van Bolhuis (1741-1826). Het is een praktische en normatieve schrijftaalgrammatica van ongeveer 100 bladzijden, met een bijna klassieke opbouw: letters, klanken, woordsoorten en geen zinsleer of syntaxis. Er wordt in het begin van het boekje veel ingegaan op de betekenis, en in het laatste gedeelte op de spelling en interpunctie als onderdelen van het schrijven.
Voor de taalbeheersing sloot Wassenbergh zich aan bij de Welsprekendheid. Hoewel sommigen talent hebben voor welsprekendheid, kan deze ook door vlijt en oefening bereikt worden. De beste leer over de uiterlijke welsprekendheid was volgens Wassenbergh die van de Amsterdamse hoogleraar Petrus Francius (1645-1704), al maakte hij wel op enige punten voorbehoud.
- Dictaten Nederduitsche taal- en letterkunde, dl.1: 1: Uitwendige welsprekendheid (39 p.). 2: Dichters en dichtstukken (1809; 132 p.). 3: Taalstudie in de 19e eeuw (19 p. + 5 losse stkn). 4: Lessen a. d. hand van Lamb. van Bolhuis' Bekn. spraakkunst (3 dl. resp. 107, 278, 250 p. + 6 losse stkn), (Hs 1331) (ca. 1797-1826)

- Verklaaring van Everwinus Wassenbergh Hoogleeraar in de Grieksche en Nederduitsche Taalkunde enz. te Franeker  over de Beknopte Nederduitsche Spraakkunst opgesteld door Lambertus van Bolhuis Praedicant te Groningen, Franeker (Hs 1321) (collegedictaat student van Ev.Wassenbergh uit ca. 1800)
- Ophelderingen van De Nederduitsche Spraakkunst van L. van Bolhuis door Everw. Wassenbergh, Professor in de Grieksche en Nederd. taalen, Franeker (collegedictaat student van Ev. Wassenbergh (1802), dat achter de 2e dr. van de Beknopte Nederduitsche Spraakkunst van L. van Bolhuis (1799) werd ingebonden en samen met dit boekwerk Hs 964 vormt).

### Theologische dictaten
- Dictaten over het Nieuwe Testament. Dl. 1.”Selecta e scholis L.C. Valckenarii in Evangelium Lucae. Idem in Actus Apostolorum Lucae 2: Dictata in Evangelium Marci 3: Dictata in Evangelium Matthaei (1775), met reg.) 4: Dictata in Pauli ad Thessalonicensi Epistolas (1805-1806) 5. Observationes philologicae quibus historia mortis Jesu illustrabitur 6: Dissertatio de glossis Novi Testamenti (VII), Franeker (Handschrift 1320; ca. 1770-1820)

### Redevoeringen en Oraties
- Oratio metrica pro poesi (1762)
- Den hoog geleerden heere F.U. Winter het bestier van Frieslands hooge school aanvaerdende (1767)
- Everwini Wassenbergh Oratio de urbe Daventria, eruditionis in Belgio matre, et conservatrice celeberrima. Dicta publice d. 10 Martis MDCCLXVIII .., Deventer: J.H. van Wyk (academische rede Deventer; bevat ook enige gedichten op de auteur in het Grieks, Latijn en Nederlands) (1768)
- Everhardi Jani Benjamini Schonck Jcti oratio inauguralis de optima pubis erudiendae methodo : habita publice ... ad VI Novembris MDCCLXIX. Cum scholarum Gorinchemensium moderamen ... in se susciperet, Gorinchem: Cornelis Goetzee (samen met E.J.B. Schonck, A.C. Schonck, I. Ruardi geschreven rede gymnasium Gorinchem; bevat gedichten van Ev. Wassenbergh) (1770)
- Sermo de regundo in Graecis studiorum cursu (8 jan. 1771)
- Oratio de laudabilibus quibusdam prisci aevi Graecorum maxime institutis hodie neglectis : dicta auctoritate publica A.D. 25 septembris 1771 quum ordinariam Graecae linguae professionem in Academia Franekerana solemniter adiret (academische redevoering Franeker) (1771)
- Friesland aan zijn doorluchtigste hoogheid, den heere prince erfstadhouder Willem de V. bij hoogst-desselfs aankomst, en inhuldiging, Franeker: Willem Coulon (1773)
- Laudatio funebris Ioannis Schraderi: Franequerae in celebri dicta panegyri a.d. Martii MDCCLXXXIV, Franeker: (wed.) Willem Coulon (1784)
- Laudatio funebris Ioannis Schraderi: Franequerae in celebri dicta Panegyri a.d. XIX Martii MDCCLXXXIV; accedunt Amicorum et discipulorum epicedia Franeker: D. Romar (1784)
- Oratio de Conditione literarum, quae fuit seculo decimo sexto (rectorale rede; onuitgegeven) (1785)
- Oratio de bonarum hodie literarvm et ervditionis in Belgio commodis et incommodis, eaqve vel amplificandi, vel tollendi modis: Publice dicta, quum magistratu academico secundum abiret. A.d. 7 Iunii MDCCXC, Franeker: (wed.) Willem Coulon (academische rede; 1790)
- Oratio de Abusu ingenii in ea praesertim Sententia spectato quae Iliadem atque Odysseam Homero magnam partem abiudicat (rectorale rede; onuitgegeven) (1798)
- Oratio de varia academiae Franequeranae nuper fortuna, habita a.d. 13 junii 1803, Wassenbergh, Everwinus, Leovardiae (rectorale redevoering uit 1803)
- Oratio de Admirabili et infinita rerum omnium ingeniorum praesertim et studiorum varietate (rectorale rede; onuitgegeven) (1809)
- Redevoering ter gedachtenisse van Nikolavs Tholen, kandidaat in de fakulteit der geneeskunde, overleden te Leiden, den 7 van grasmaand 1819, in den ouderdom van 22 jaren: uitgesproken ter vergadering der afdeeling Franeker van de Maatschappij tot Nut van ’t Algemeen, den 16 van slachtmaand 1819, Franeker: Taeke J. Tuinstra (1820)
- Everwini Wassenberghii oratio eucharistica dicta publice a.d. XIX. Junii 1821 postquam literas docens humaniores annum implevisset quinquagesimum, Leeuwarden: Proost (rectorale rede Franeker, 1821)
- Viro illustri, generosissimo Idsardo Aebinga ab Humalda, professores Franequerae docentes omnes festis epulis excipienti. a.d. XXV Octob. MDCCCXXII. In: Alg. konst- en letterbode; 19 (1822), no. 47, pp. 322, 323 (met bijschrift J.W. de Crane) (1822)
- Everwini Wassenberghii Annotatio critica in Caii Laberii mimorum prologum, In: Commentationes Latinae Tertiae Classis Instituti Regii Belgici; 3 : 4. Amsterdam: Pieper en Ipenbuur (1824) (D. Laberius - 54 v.Chr.; als Verh. Kon. Ned. Inst., 3e klasse) (1824)

### Lezingen
- Lezingen voor de Mij. tot nut van ’t Algemeen te Franeker: 1. : Opwekkinge van de leeslust. 2. : Dat elk voor zich de beste werkmeester is van eigen geluk. 3. : Over het oprichten van gedenktekenen … verdienstelijke mannen. – (t/m 3 ook in druk verschenen) (uitgesproken op een vergadering van het Dep. Franeker der Maatschappij tot Nut van 't Algemeen) 4.: Wijsheid des Almachtigen in het daarstellen eener doorgaande verscheidenheid …, Franeker, handschrift (ca. 1820 - ca. 1824)

### Noodzakelijke Verdedigingen en Antwoorden
- Noodzaakelijke verdediging der handelingen van den Senatus Judicialis der Hooge School te Franeker, in qualiteit als bewaart hebbende zekere papieren, tegen de willekeurige beschuldigingen voorgesteld in een naam-loos Geschrift den titel voerende: Voorrede van den Eigen-erfden in een der Vyfdeelen ..., Franeker : P.N. Lomars (1778)
- Noodig antwoord van Ev. Wassenbergh, Hoogleraar in de Grieksche taalkunde op ’s lands Hooge Schoole te Franeker, aan den Wel edelen Hooggeleerden Heere J.H. van Swinden, zijnen zeer geërden amptgenoot, Hoogleraar in de Wijsbegeerte aan gemelde academie, enz.enz., op den briev aan hem gerigt en uitgegeven, Franeker: P.N. Lomars (Jean Henri van Swinden, 1746-1823) (1778)
- Leugen en laster zedert eenigen tyd alhier te Franeker tegen den professor Wassenbergh verspreid, Franeker (1787)
- Het gedrag der Hollandsche geleerden omtrent Joh. Jac. Reiske gerechtvaardigd (J.J. Reiske) (ca. 1808)

### Dissertaties
- Observata in antiquis scriptoribus : quae praeside Johanne Schradero ... / defendenda suscipit ... E. Wassenbergh Franeker: Willem Coulon (1764)
- Dissertatio philologico-critica de transpositione, seu Saluberrimo in sanandis veterum scriptis remedio, quo loca confusa, facta trajectione, restituuntur. Quam ... praeside Everwino Wassenbergh..., defendet E. Epkema, Frisius (Onderzoek en interpretatie van de bijbel) (1786)
- Specimen philologiae patriae academicum, quo narratio exhibetur de vita, moribus et carminibus clarrissimi poetae Frissi Giseberti Jacobi F. et eiusdem carmina cum poetis antiques, graecis ac romanis, quos imitando expressit, conferuntur…, defendet Gerardus Benthem Reddingius, Franeker: (wed.) Coulon, Willem (Gerhard Benthem Reddingius, 1774-1844) (1793)
- These medicae ingaugurales, quas … ex auctoritate .. Ev. Wassenbergh … pro gradu doctorates .. eruditorum examini submittit Nicolaus de Haan …, Franeker: Romar, D. (Proefschrift Franeker) (1808)
- Dissertatio de glossis novi testamenti Wassenbergh, Everwinus, Amsterdam: Den Hengst (1815)
- Dissertatio de trajectionibus in novi testamenti contextu saepe necessaries, Wassenbergh, Everwinus, Amsterdam: Den Hengst (1817)

### Gedichten en (Feest-)zangen
Wassenbergh heeft veel gedichten nagelaten, vooral in het Latijn, maar ook in het Fries en het Nederduits:
- Carmina dl.1 Carminia iuvenilia (stempelband) dl.2: Carmina iuvenillia (cahier). dl.3: Carmina iuvenilia in 2 libros distinctos (cahier). dl.4: Exercitia poetica sub H.I. Arntzenio …, keerzijde: … sub J. Schradero … composita (1762-1763) dl.5: Bundel losse stukken (hs. 7 gedichten van anderen, w.o. 5 aan Wassenbergh, Leeuwarden, Franeker (ter perse gelegd; nooit gedrukt; Tres. Hs. 1318) (1761-1822)
- Oon dy treftige jonge tjerl Adam Camphuysen : doese him Mastir Doctir makkin [Abrams Zoon, Evert] (ca. 1765).
- Poemata in honorem vir celeberrimi atque eruditissimi Jacobi Garcin ... , Franeker: Coulon. Namen auteurs: Ypey, A. (auteur lofdicht) ; Tenckinck, E. H. (auteur lofdicht); Doys, Carolus (auteur lofdicht) ; Wassenbergh, E. (auteur lofdicht) ; Brilly, Elias (auteur lofdicht) ; Laren, J. D. van (auteur lofdicht) ; J. G. W. (auteur lofdicht) ; Stambke, H. P. (auteur lofdicht) (1764)
- Vota nuncupata pro viro clarissimo Petro Conradi..., Franeker: Coulon. Namen auteurs : Doys, Carolus (auteur lofdicht) ; Ypey, A. (auteur lofdicht) ; Ruardi, Joannes (auteur lofdicht) ; Tenckinck, E. H. (auteur lofdicht) ; Dreux, P. (auteur lofdicht) ; Dorp, P. van (auteur lofdicht) ; Wassenbergh, Ev. (auteur lofdicht) (1765)
- Propempticon: juveni praestantissimo atque amico integerrimo Gerhardo Danieli Rettig, iter in patriam cogitanti propempticon (ca. 1765)
- Friese en Nederduitsche verzen, dl. 1.: 9 Friese verzen en frgm. vert. Lucas XV van W. dl. 2.: Friese verzen en prozafrgm. van anderen, soms in afschrift van W., soms opgedragen aan W.; onder andere werk van P.C. Scheltema en Bartle Hendriks [Idzerda]. dl.3. : Nederlandse verzen van W. dl.4.: Nederl. verzen van anderen, deels in afschrift van W., Deventer, Franeker (hs. 1334) (1765-ca. 1820)
- Epithalamia in nuptias viri clarissimi Henri. Joan. Arntzenii … et Mariae Beatricis Exalto d’Almaras, celebratas Zutpohaniae Kal. April MDCCLXX (auteurs: Jacobus Terpstra; Johannes Ruardi; Everwinus Wassenbergh
- In nuptiis Johannis Schraderi ... et Elisabethae Vitringa ..., Ev. Wassenbergh, Leeuwarden (1772)
- Filiolo recens nato (betreft: Hieronymus Wassenbergh) (Hs. 2p, d.d. 1773)
- Adriani van Royen Otium carmine elegiaco celebratum ipsis Idibus Julii MDCCLXXVI, Leiden: Corn. van Hoogeveen Jun. (aan het slot gedicht van Ev. Wassenbergh) (1776)
- Carmina dicata nuptiis viri clarissimi Iohannis Schraderi, historirum, eloquentiae … professoris orinarii, et virginis lectissimae Elisabethae Vitringae celebratis Leovardiae d. XIV Iunii a. MDCCLXXII. Leeuwarden: H.A. de Chalmot (bevat gedichten van Ev. Wassenbergh, Ianus Grotius, Carolus Andreas Wetstenius [et al.] (Johannes Schrader (1721-1783); Elisabeth Vitringa (1772))
- Des grijzen dankbetuiging aan de edelen maagdenrij voor het eerbewijs van den XIX Junij (ter gelegenheid van het 50-jarig hoogleraarschap van de auteur) (1821)
- "Eenige gedichten. Everwinus Wassenbergh." Overdr. uit Derde Mnemosijne; II, pp. 357–372 (1831)

### Grafdichten en Lijkzangen
- Musae Franequeranae lugentes virum optimum et desideratissimum Gisbertum Koenium, Franeker: Gulielmus Coulon. Namen auteurs: Conradi, A. J. (auteur grafdicht) ; Wassenbergh, Ev. (auteur grafdicht) ; Ruardi, Joannes (auteur grafdicht) ; Roosen, H. J. (auteur grafdicht) ; Haer, Henricus vander (auteur grafdicht) ; Coopmans, G. (auteur grafdicht) ; Dreux, P. (auteur grafdicht) ; Schonk, E. J. B. (auteur grafdicht) ; Woordhouder, Touss. (auteur grafdicht) ; Rouville, A. M. de (auteur grafdicht) ; Saimpe, Stephanus (auteur grafdicht) ; Smytegelt, Marinus (junior) (auteur grafdicht) [zinspreuk: Not ut volui sed ut potui] (1767)
- In funere Gisberti Koenii v. cl. (Gisbertus Koenius) (ca. 1770)
- Quirini de Blau, viri amplissimi, ad uxorem de morte filii epistola. = Twee brieven van den weledelen gestrengen heer en mr. Quiryn de Blau aan zyne echt-genoote. Wegens het verlies van hunnen zoon, Franeker: Lomars, H.D. (Gedichten, dat wil zeggen gefingeerde brieven ‘aan de pen van den heer de Blau toegeëygend’ ondertekend: Ev. Wassenbergh) (1772)
- Lykzang op het zeer smertelyk en ontydig afsterven van den hoogwelgeboorenen heere George Fredrik baron thoe Schwartzenberg en Hohenlandsberg, grietman over Menaldumadeel, gewoon afgevaardigde ter vergadering der Algemeene Staatem, enz. enz. enz. : overleden in 's Hage op den sesden van Oogstmaand 1783 / [Ev. W.], Harlingen: V. van der Plaats (Georg Frederik thoe Schwartzenberg en Hohenlansberg baron 1733-1783) (1783)

### Toneel
- Waatze Gribberts brilloft : kommeedje fen acht uitkomsten : rjeucht formeitselyk om te lezzen : yn it Lân-Friesk , Dy 2de, folle bettere dr.., Leeuwarden, C.L. van Altena (1820) (voorwoord en aantekeningen in het Nederlands van Wassenbergh (mede-auteur))

### Verhandelingen, Verklaringen, Aanmerkingen, Bijdragen en dergelijke publicaties
- Verhandeling over de eigennamen der Friesen: met ses bijlagen daar toe betrekkelijk en eene toelage van friesche spreekwoorden, Franeker: H.D. Lomars (1774)
- Aanmerkingen over den Oorsprong en verderen voortgang der Nederduitsche Taale, Franeker: D. v.d. Sluis (1780)
- Bijdrage tot een Idioticon Frisicum, of verzameling van woorden en spreekwijzen, den Friesen in het bijzonder eigen (ca. 1780)
- Verhandeling over de nietigheid der beschuldiging tegen de oude Bataviers, afgeleid uit zekere plaatz' van den puntdigter Martialis (1781) In: Reeks: Verhandelingen van het Provinciaal Utregtsch Genootschap van Kunsten en Wetenschappen)
- Taalkundige by(ij)dragen tot den Frieschen tongval, Leeuwarden: D. van der Sluis (I.St., 1802), Franeker : D. Romar (II.St., 1806)
- Verschillende leezingen en verbeteringen van Gysbert Japix Friesche Rymlerije opgemaakt uit vergelijking der twee uitgaven van 1681 en 1668, door Albert ten Broecke Hoekstra. Een blaadje aanmerkingen op zeker geschrift over G.J. van de hand van Ev. Wassenbergh. (auteurs Albert ten Broecke Hoekstra (1765-1828) en Everwinus Wassenbergh (19e eeuw)

### Vaderlandse Historiën
- Neerlands heldendaaden ter zee. : Van de vroegste dagen af tot op den tegenwoordigen tyd. Dl. 2: Beginnende met den jaare 1655 en eindigende met 1781, Amsterdam: Petrus Conradi, Harlingen: V. van der Plaats (1783)

### Vertalingen
- Neerlands heldendaaden ter zee. : Van de vroegste dagen af tot op den tegenwoordigen tyd. Dl. 1: Beginnende met den jaare 1200 en eindigende met 1653. - Dl. 2: zie Vaderlandse Historiën, Amsterdam: Petrus Conradi, Harlingen: V. van der Plaats. (Oorspronkelijke auteur: Antonius Thysius jr. (1603-1665); (Dl. 1 is een vertaling uit het Latĳn door Everwinus Wassenbergh van: A. Thysius' Historia navalis; dl. 2 is geheel geschreven door Everwinus Wassenbergh) (1783)
- De levens van doorluchtige Grieken en Romeinen, onderling vergeleeken / door Plutarchus ; uit het oorspronkelyke Grieksch, geheel op nieuw, vertaald, en met zeer vele aant. opgehelderd [door E. Wassenbergh en H. Bosscha] I: Theseus-Romulus; Lycurgus-Numa Pompilius. II: Solon-Poplicola; Themistocles-Camillus. III: Pericles-Fabius Maximus; Alcibiades-Coriolanus. IV: Timoleon-Paulus Aemilius; Pelopidas-Marc. C. Marcellus. V: Aristides-Marcus Cato; Philopoemen-Flamininus. VI: Pyrrhus-Cajus Marius; Lysander-Sulla. VII: Cimon-Lucullus; Nicias-Marcus Crassus. VIII: Sertorius-Eumenes; Agesilaus-Pompejus. IX: Alexander-Caesar. X: Phocion-Tib. Gracchus; Cato den Jongen-Cleomenes. XI: Demosthenes-Cicero; Demetrius-Antonius. XII: Dion-Brutus; Artaxerxes-Aratus, Amsterdam, Johannes Allart (Auteur van het oorspronkelijke werk is Plutarchus (ca.46-120)) (1789-1809)
- De levens van doorluchtige Grieken en Romeinen, onderling vergeleeken door Plutarchus ; uit het oorspronkelijk Grieksch, geheel op nieuw, vert., en met zeer vele aanteekeningen opgehelderd; [door E. Wassenbergh en H. Bosscha], 2e dr, Dordrecht, F. Boekee (1825-1829)

### Parafraseringen en Verklaringen bij het Grieks
- Antiqq. Graecarum, praecipue Atticarum descriptio brevis, Franeker (Oorspr. auteur Lamb. Bos, bewerking E. Wassenbergh) (1773, 1809)
- Homeri Iliadis liber i et ii / cum paraphrasi graeca huc usque inedita, et Graecorum veterum commentariis magnam in partem nunc primum in lucem prodeuntibus, ed. notas in paraphrasin, scholiorum emendatorum specimen et alia quaedam adiecit Ev. Wassenbergh Ilias, Franeker: P.N. Lomars (Oorspronkelijke auteur: Homerus, ca. 800 v.Chr.) (1783)
- Chrestomathia Graeca poetica ex diversorum poetarum carminibus contexta, cum observationibus philo.critici, Franeker (Hs. 1322 met 1. Mosschi Europa. 2: Anacreonotis quaedam Odaria. 3. Epigrammata anthological quaedam. Reg. (1793)
- Antwoord op de vrage wegens den Homerus van Villoison in Alg. Konst- en Letterbode 1815, II, 160 (1815)
- Lectiones de antiquitatibus Graecis sacris, secundum Bossi antiquitates (Lambertus Bos) (Hs.Tres. 1060, 1821-1822)
- Codicis Homerici Meermanniani descriptio, auctore Ev. Wassenberghio, In: Nova acta literaria Societatis Rheno-Trajectinae ; P. 3, p. 1-16, Utrecht: Johan Altheer (Homerus, ca. 800 v.Chr. en Johan Meerman 1753-1815) (1825, 1828)

### Bezorging van uitgaven andere taalgeleerden
- Joannis Schraderi Carmina, Johannes Schrader (1721-1783) en Everwinus Wassenbergh, Leeuwarden: Seydel, Johannes (Ev. Wassenbergh's uitg. van gedichten/zangen Schrader) (1786)
- Selecta e scholis Lud.Casp. Valckenarii in libros quosdam Novi Testamenti, editore Ev. Wassenbergh qui dissertationem praemisit de glossis Novi Testamenti. Dl. I: In quo scholae in Lucae Evangelium et Actus Apostolorum; cum brevi editoris annotatione. 1815. – II: In quo scholae in Paulli Epistolam ad Corinthios, et Epistolam ad Hebraeos; cum brevi editoris annotatione. 1817, Amsterdam: P. den Hengst en zoon (Wassenbergh is hier co-auteur en bezorger van de uitgave voor L.C. Valckenaer (1715-1785)) (1815-1817)

### Brieven
- Brieven van en aan Everwinus Wassenberg, Herman Bosscha, O.N. Coulon, E. Epkema, J.F.M. Herbell, Petrus Nota, R. Posthumus, J. Scheltema, P.C. Scheltema, M. Tydeman (Tres.Hs.1326; verzonden: Franeker; 1763-1825)
- Van Bosch, Jeronimo de. Aan Everwinus Wassenbergh (14 brieven, 1668-1772)
- Van J.H. van Swinden, hoogleeraar in de wysbegeerte op 's lands Hoogeschoole te Franeker, aan den wel edelen hooggeleerden heere Everw. Wassenbergh, ... schryver van een naam-loos stukje, ten tytel voerende, Noodzaakelijke verdediging der handelingen van den Senatus Judicialis der Hoogeschoole te Franeker, enz, enz. enz., Franeker: P.N. Lomars (1778)
- Van Albert ten Broecke Hoekstra (Hs. 1006, lat., 2p.; 29.10.1811)
- Aan Laurens van Santen (lat., d.d. 12xx, s.a. BPL244: A)
- Aan Laurens van Santen (lat., d.d. 12xx, s.a. BPL244: A)
- Aan Laurens van Santen (lat., d.d. 20.4.12xx, s.a.)
- Aan Laurens van Santen (ned., d.d. 03.07.12xx, s.a.)
- Aan Laurens van Santen (ned., d.d. 25.05.12xx, s.a.)
- Aan Laurens van Santen (lat., d.d. 12xx, s.a.)
- Aan Laurens van Santen (ned., verzonden: Deventer; 1.01.1768)
- Aan Laurens van Santen (ned., verzonden: Deventer; 9.10.1768)
- Aan Laurens van Santen (ned., verzonden: Deventer; 1768)
- Aan Laurens van Santen (ned., verzonden: Deventer; 9.06.1769)
- Aan Laurens van Santen (ned., verzonden: Deventer; 3.03.1770)
- Aan Laurens van Santen (lat., verzonden: Franeker; 24.04.1780)
- Aan Laurens van Santen (lat., verzonden: Franeker; 29.12.1780)
- Aan Laurens van Santen (lat., verzonden: Franeker; 7.07.1782)
- Aan Laurens van Santen (lat., verzonden: 1783)
- Aan Laurens van Santen (lat., verzonden: Franeker; 10.04.1783)
- Aan Laurens van Santen (ned., verzonden: Franeker; 9.01.1784)
- Aan Laurens van Santen (ned., verzonden: Franeker; 11.06.1784)
- Aan Laurens van Santen (ned., verzonden: 24.06.1784)
- Aan Laurens van Santen (lat., verzonden: Franeker; 1789)
- Aan Laurens van Santen (lat., verzonden: 27.02.1789)
- Aan Laurens van Santen (lat., verzonden: 19.06.1790)
- Aan Laurens van Santen (lat., verzonden: Franeker; 26.09.1791)
- Aan Laurens van Santen (lat., verzonden: 7.05.1792)
- Aan Laurens van Santen (lat., verzonden: 11.01.1793)
- Aan Laurens van Santen (ned., verzonden: Franeker; 17.03.1800)
- Aan Jeronimo de Bosch (6 brieven, 1768-1809)
- Aan Herman Tollius (3 brieven, 1768-1780)
- Aan S. & Luchtmans, Leiden, van Ketel & Wassenberg (verzonden: Amsterdam; 8.05.1791) (betreft: begeleidend schrijven bij zending papiermonsters, 1 pag.)
- Aan S. & J. Luchtmans, Leiden (verzonden: Amsterdam; 7.08.1791) (betreft: bestelling van een aantal in lijst genoemde boeken, 2 pag.)
- Aan S. & J. Luchtmans, Leiden (verzonden: Franeker; 19.10.1791) (betreft: dringende bestelling van een werk van Euripides, 1 pag.)
- Aan S. & J. Luchtmans, Leiden Van Wittel & Wassenbergh (verzonden: Amsterdam; 22.10.1791) (betreft: zending van enkele papiermonsters met prijsopgave, 1 pag.)
- Aan Hendrik Wijn(1801)
- Aan J. de Bosch (1804)
- Aan Meinard Tydeman (ned., verzonden: Franeker; 1805)
- Aan M. Siderius (1805)
- Aan J.A. Lotze (1806)
- Aan Petrus Hofman Peerlkamp (lat., verzonden: Franeker; 1810)
- Aan Alberto ten Broecke Hoekstra (Hs. 1006; 1 pag., verzonden: Franeker; 16.11.1811)
- Aan H.W. Tydeman (ned., verzonden: Franeker; 1815)
- Aan Etienne Luzac (ned., verzonden Franeker; 1821)
- Aan S. & J. Luchtmans, Leiden, t.a.v. Johannes Tiberius Bodel Nijenhuis (verzonden: Franeker; 25.05.1822) (betreft: afhandeling van een pakket te veilen boeken, 2 pag.)
- Aan Justus Hiddes Halbertsma (2 bl.hs. folio, verzonden: Franeker; 29.03.1823)
- Aan J.C.P. Salverda (betreft: een aant. betr. diens vertaling van psalm 147; Hs. 264; 1823)
- Aan G.T.N. Suringar, Leeuwarden (verzonden: Franeker; 24.10.1826) (2 pag.)

## Lidmaatschappen en onderscheidingen
Wassenbergh was niet alleen zeer lang lid van de Maatschappij der Nederlandse Letterkunde, maar werd ook benoemd tot lid van de Koninklijke Nederlandse Akademie van Wetenschappen en van het Provinciaal Utrechts Genootschap van Kunsten en Wetenschappen. Voor zijn wetenschappelijke verdiensten benoemde de Koning hem tot Lid van het Koninklijk Nederlandsch Instituut (de latere K.N.A.W.) en onderscheidde deze hem met het ereteken van Ridder in de Orde van de Nederlandse Leeuw.

## Buiten de literatuur

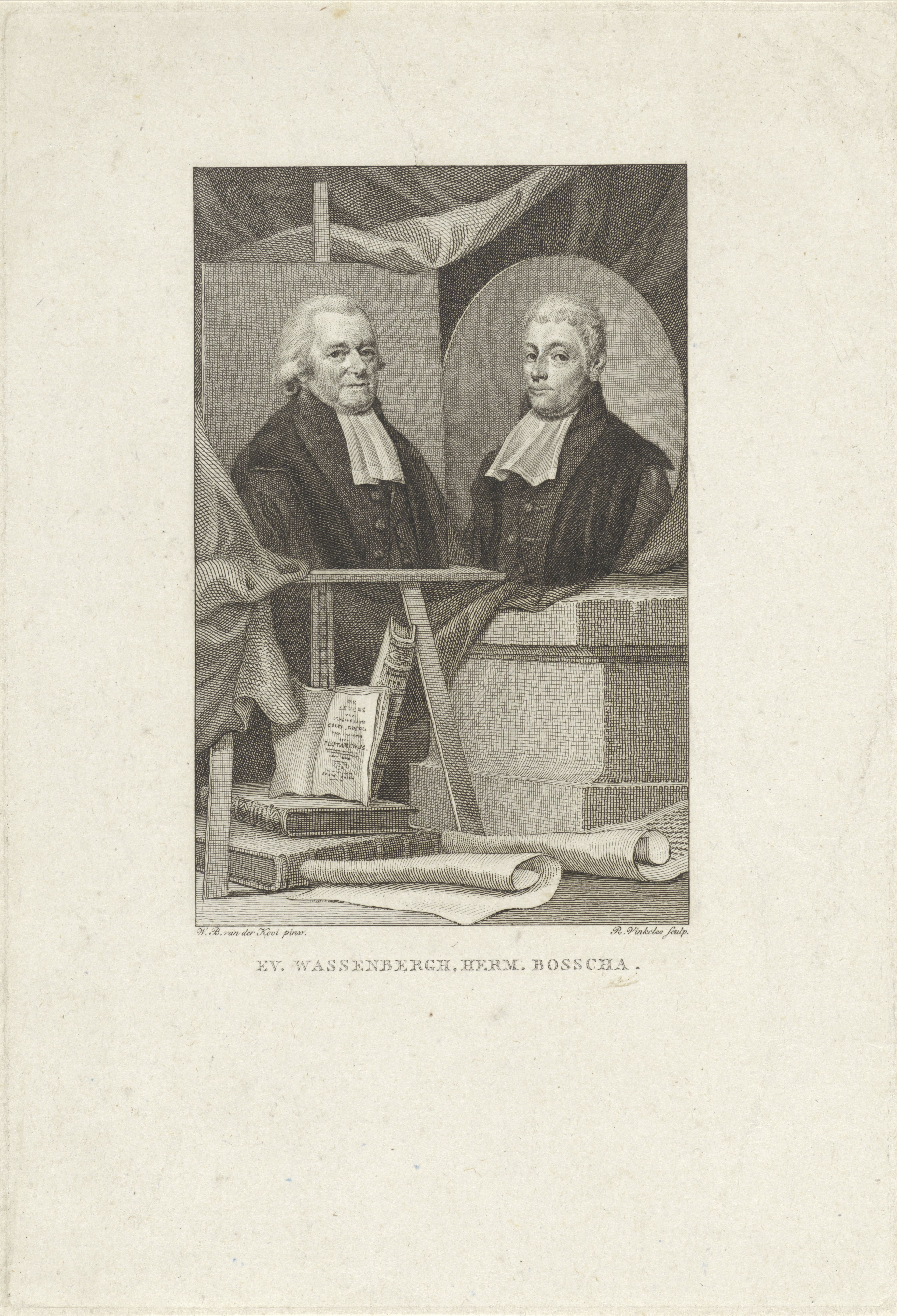
Portret van Wassenbergh (links) en Bosscha

- 2 portretten van de Franeker hoogleraar, resp. van hemzelf, in 1808 geschilderd door W.B. van der Kooi, en, een portret waarop hij samen werd afgebeeld met H. Bosscha, geschilderd door R. Vinkeles (naar W.B. van der Kooi) Het eerstgenoemde portret werd door Wassenbergh aan de Koninklijke Nederlandse Akademie van Wetenschappen geschonken, aangezien hij hiervan als lid deel uitmaakte. Het schilderwerk is nog steeds in het bezit van de Akademie en hangt daar in de Oude Vergaderzaal.
- diverse foto's van deze portretten (onder meer in beeldbanken)
- een dubbele grafzerk aan de oostkant van de begraafplaats in Lekkum
- een standbeeld in een Lekkumse tuin
- de openbare Professor Wassenbergskoalle in Lekkum
- (Prof. Wassenberg(h)-straten in Friesland en Groningen (onder meer in Buitenpost, Franeker, Groningen, Giekerk, Huizum, Leeuwarden, Sneek)

## Everwinus Wassenbergh Penning
Naar Everwinus Wassenbergh is de Penning vernoemd die het online tijdschrift Neerlandistiek.nl elk jaar uitreikt aan een vooraanstaand neerlandicus.